# Övre Lomselet
Övre Lomselet är en sjö i Arvidsjaurs kommun i Lappland och ingår i Piteälvens huvudavrinningsområde. Sjön har en area på 0,0731 kvadratkilometer och ligger 304,4 meter över havet. Sjön avvattnas av vattendraget Vistån (Kvarnbäcken).

## Delavrinningsområde
Övre Lomselet ingår i det delavrinningsområde (729654-168102) som SMHI kallar för Utloppet av Övre Lomselet. Medelhöjden är 327 meter över havet och ytan är 0,75 kvadratkilometer. Räknas de 11 avrinningsområdena uppströms in blir den ackumulerade arean 144,19 kvadratkilometer. Vistån (Kvarnbäcken) som avvattnar avrinningsområdet har biflödesordning 2, vilket innebär att vattnet flödar genom totalt 2 vattendrag innan det når havet efter 143 kilometer. Avrinningsområdet består mestadels av skog (83 procent). Avrinningsområdet har 0,61 kvadratkilometer vattenytor vilket ger det en sjöprocent på 2,5 procent.